# Institut allemand de normalisation
Pour les articles homonymes, voir DIN.
L'Institut allemand de normalisation (en allemand : Deutsches Institut für Normung, en abrégé DIN) est un organisme allemand de normalisation. 
Créé le 22 décembre 1917, son siège social[Quoi ?] est à Berlin. Depuis 1975, il a été reconnu par le gouvernement allemand comme l'organisme national de normalisation et représente les intérêts allemands aux niveaux international et européen.

## Quelques normes du DIN
Cet organisme édite des normes aux numéros précédés du trigramme DIN, telles que :
- le connecteur DIN, d'un type de connectique électrique, normalisé par l'institution précitée, utilisée pour l'audio, la vidéo ou l'informatique (claviers) ;
- un type de connecteur haute pression DIN de 200 ou 300 bar, pour les bouteilles de plongée ;
- une échelle de mesure de la sensibilité DIN (des surfaces sensibles : films, photos, notamment).